# Alfred Kowalke

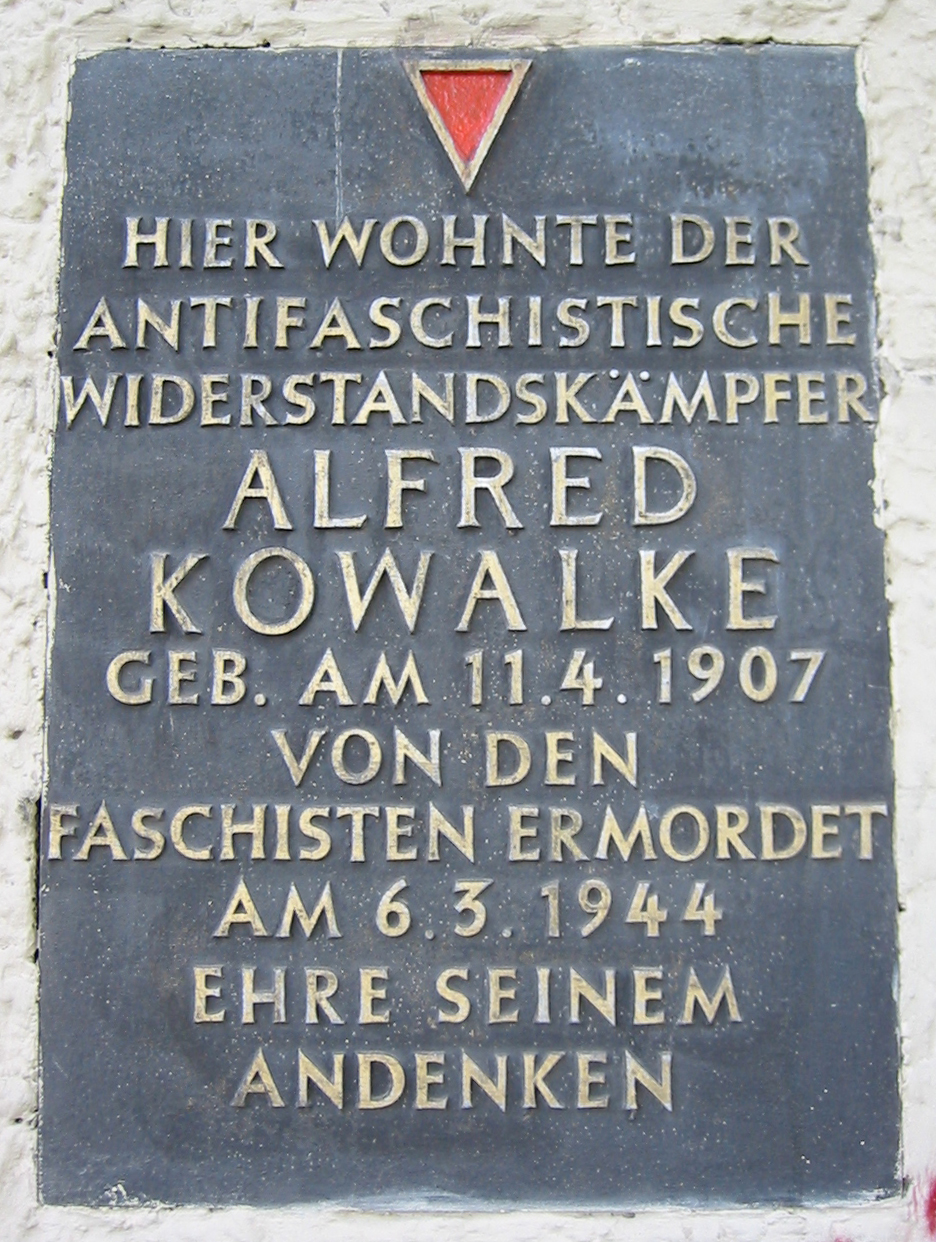
Gedenktafel für Alfred Kowalke in Boxhagener Straße, Berlin.

Alfred Kowalke (* 11. April 1907 in Rummelsburg bei Berlin; † 6. März 1944 in Brandenburg-Görden) war ein deutscher KPD-Funktionär und Widerstandskämpfer gegen den Nationalsozialismus.

## Leben
Kowalke wuchs in einer Arbeiterfamilie auf und machte eine Lehre zum Tischler. Er arbeitete in Berlin und Hamburg. Er schloss sich 1921 dem KJVD an und trat 1925 der KPD bei. Als Mitglied des linken Parteiflügels unterschrieb er 1926 den Brief der 700 zur Solidarisierung mit der Leningrader Opposition mit. Ab 1931 gehörte er dem illegalen AM-Apparat des ZK der KPD an. Er war für Waffen- und Munitionsbeschaffung verantwortlich und reiste Ende 1932 zu einer militärischen Ausbildung nach Moskau.
Im Mai 1933 oder nach anderen Angaben erst im Mai 1935 kehrte Kowalke nach Deutschland zurück und schloss sich in Berlin dem antifaschistischen Widerstand an. Die Nationalsozialisten hatten die Absicht, ihn zu verhaften, so dass er im November desselben Jahres ins Ausland emigrierte. Er war zunächst im AM-Apparat der Auslandsleitung der KPD tätig. Zeitweise hielt er sich in Danzig auf und kehrte nach der Verhaftung seiner Kontaktleute nach Prag zurück. Im Auftrag seiner Partei arbeitete er in der Prager Abschnittsleitung, die den kommunistischen Widerstand in Mitteldeutschland organisierte. 1937 wechselte Kowalke zur Abschnittsleitung West nach Amsterdam. Als Instrukteur des ZK der KPD überschritt er mehrmals illegal die deutsch-niederländische Grenze und war in Bremen, Dortmund und im Aachener Raum tätig. Er konnte dort Informationen über die Lebenswirklichkeit im nationalsozialistischen Deutschland sammeln. Nach dem Beginn des Überfalls auf die Sowjetunion 1941 arbeitete er zunächst in der Illegalität in Westdeutschland und dann in Berlin. Kowalke gehörte zum Kern der Widerstandsorganisation um Wilhelm Knöchel, den er aus der Zeit seines Amsterdamer Exils kannte. Mehrfach stellte Kowalke durch Vermittlung von Charlotte Eisenblätter Kontakte zur Widerstandsgruppe um Robert Uhrig her und überbrachte Direktiven zur Organisierung des illegalen Kampfes. Während seiner Aufenthalte in Berlin wohnte er wahlweise beim Arbeitersportler Hans Zoschke oder dem Ehepaar Charlotte und Erich Garske. Er schrieb auch für mehrere illegale Blätter.
Am 2. Februar 1942 – nach anderen Angaben 1943 – wurde Kowalke in Berlin verhaftet. Am 5. November 1943 verurteilte ihn der „Volksgerichtshof“ zum Tode. Das Urteil wurde am 6. März 1944 im Zuchthaus Brandenburg-Görden vollstreckt. Nach der Hinrichtung wurde sein Leichnam im Krematorium Brandenburg verbrannt.

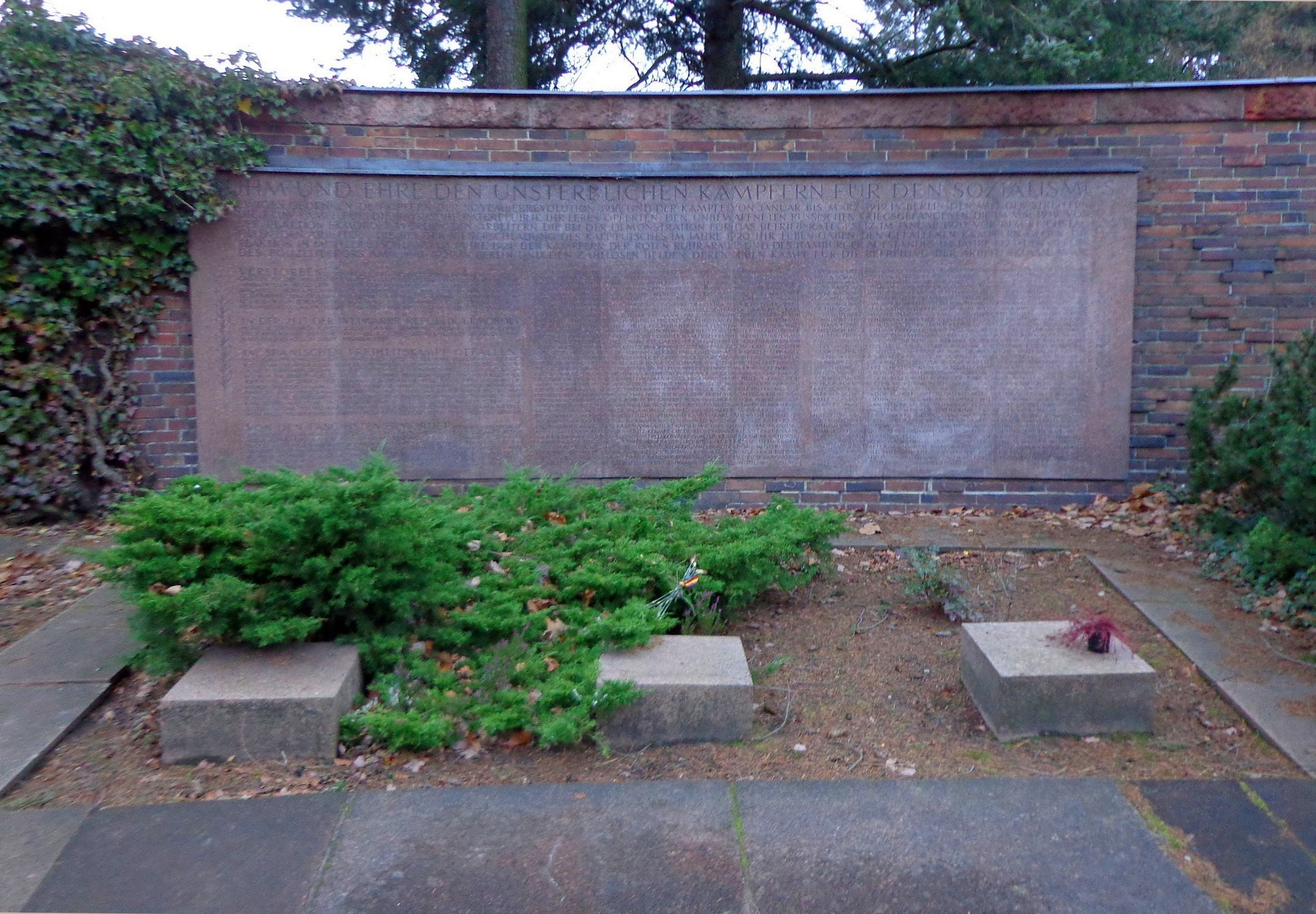
Gedenkstätte der Sozialisten, Porphyr-Gedenktafel an der Ringmauer mit Urnensammelgrab

Im Jahr 1946 wurden zahlreiche Urnen mit der Asche von in der Zeit des Nationalsozialismus hingerichteten Widerstandskämpfern aus den damaligen Berliner Bezirken Lichtenberg, Kreuzberg und Prenzlauer Berg auf den Zentralfriedhof Friedrichsfelde überführt, von denen besonders viele im Zuchthaus Brandenburg-Görden enthauptet worden waren. Ihre sterblichen Überreste fanden schließlich in der 1951 eingeweihten Gedenkstätte der Sozialisten  (Urnensammelgrab bei der großen Porphyr-Gedenktafel auf der rechten Seite der Ringmauer) ihren endgültigen Platz. Neben Alfred Kowalke  erhielten auf diese Weise auch viele andere Widerstandskämpfer  eine würdige Grabstätte und einen Gedenkort.
Alfred Kowalkes 1906 geborene Witwe Gerda starb 1988. Ihre Urne wurde auf dem Zentralfriedhof Berlin-Friedrichsfelde in der Gräberanlage für die Opfer und Verfolgten des Naziregimes beigesetzt.

## Ehrungen

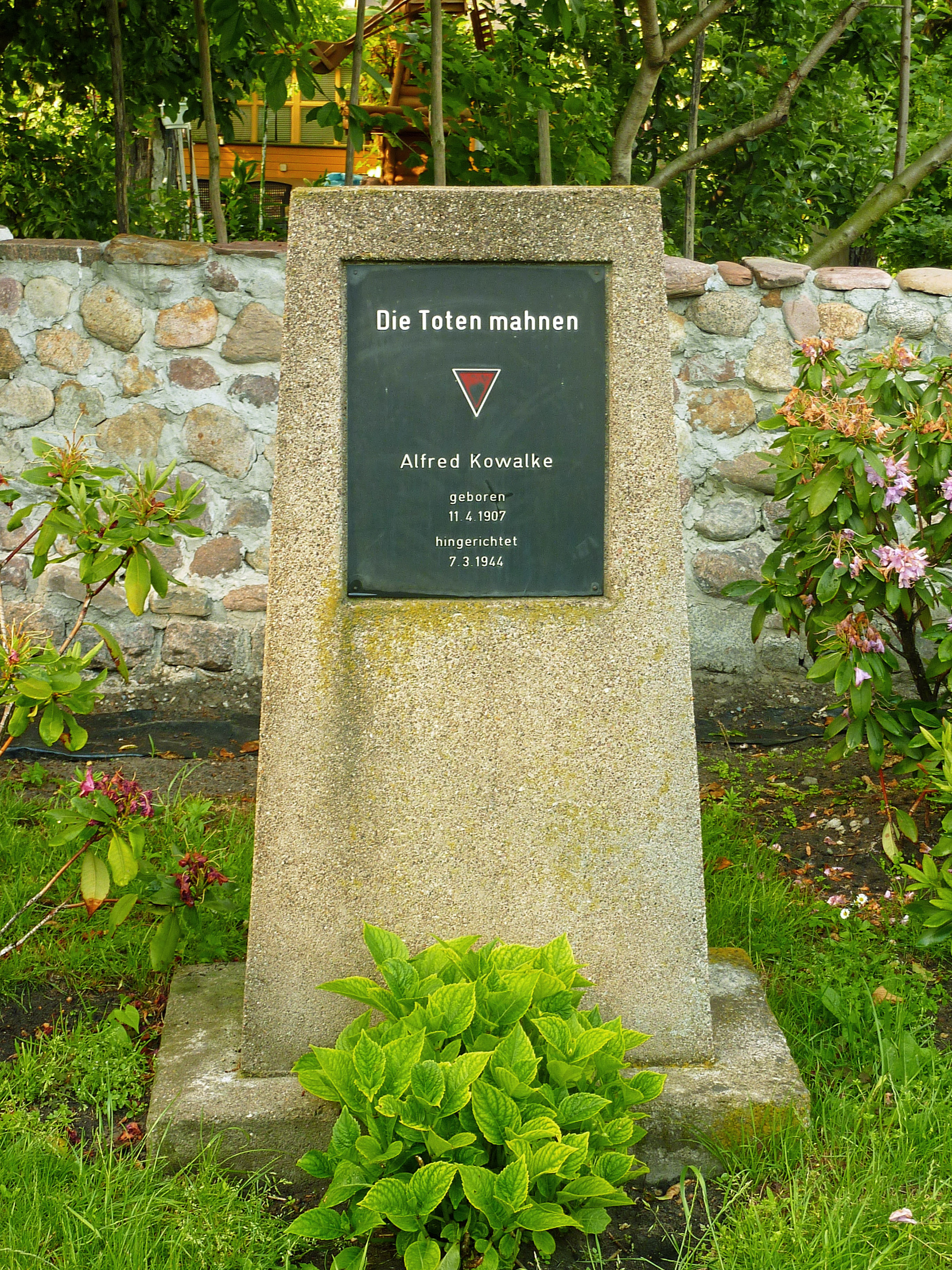
Gedenkstein in der Kleingartenanlage „Alfred Kowalke“ in Berlin-Stralau

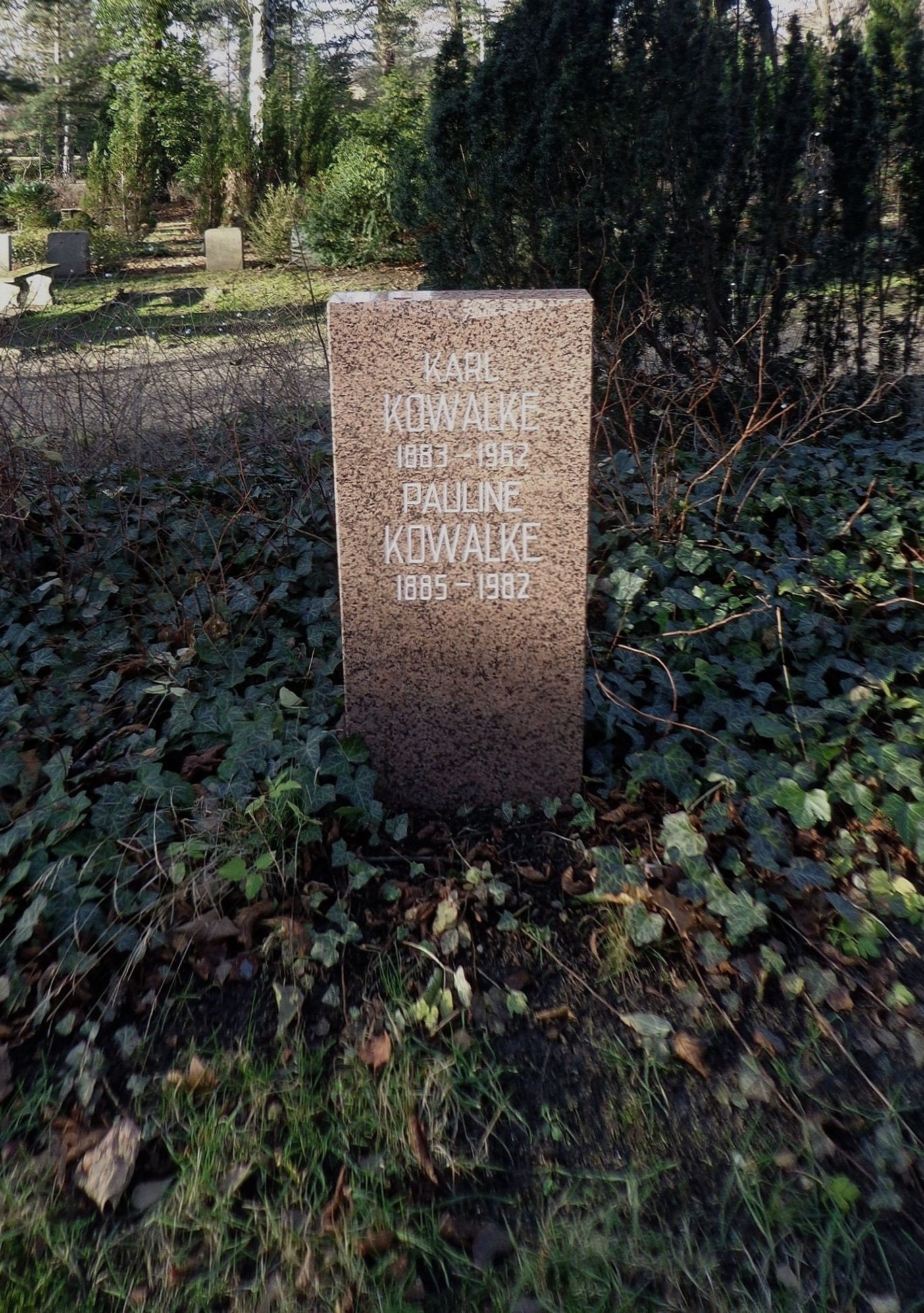
Grab der Eltern Alfred Kowalkes in der Ehren-Grabanlage Pergolenweg

- Die Urnen seiner Eltern wurden auf dem Zentralfriedhof Berlin-Friedrichsfelde in der zur Gedenkstätte der Sozialisten gehörenden Ehren-Grabanlage Pergolenweg beigesetzt.
- An seinem Wohnhaus in der Boxhagener Straße 51 in Berlin-Friedrichshain erinnert eine Gedenktafel an ihn.
- In Berlin-Stralau würdigt ihn ein Gedenkstein im Zentrum einer nach ihm benannten Kleingartenanlage.
- Zu seinen Ehren wurde 1976 die Wilhelmstraße in Berlin-Friedrichsfelde in Alfred-Kowalke-Straße umbenannt.
- Eine Oberschule in der Pettenkoferstraße 20–24 in Berlin-Friedrichshain trug bis 1990 den Ehrennamen „Alfred Kowalke“.